# インディア (猫)
インディア・"ウィリー"・ブッシュ（India "Willie" Bush, 1990年頃 - 2009年1月4日）は、アメリカ合衆国大統領ジョージ・W・ブッシュとローラ・ブッシュが飼っていたメスの黒猫。彼女はほぼ20年間をブッシュ家の一員として過ごした。
インディアは真っ黒いメスのアメリカンショートヘアで、彼女がまだ子猫だった頃の1991年末または1992年にバーバラとジェンナの9歳の双子へのプレゼントとしてブッシュ家の飼い猫となった。双子が大学へ通い始めると、家に残されたインディアはジョージやローラと共に過ごすことが多くなる。2001年、ジョージの大統領就任にあわせて彼女も一家と共にテキサス州オースティンのテキサス州知事公邸よりホワイトハウスに引っ越した。
ジョージの大統領就任後、インドでは彼女の「インディア」という名前に関していくつかの論争が起こった。2004年7月にはティルヴァナンタプラムの南ケラリアン市(southern Keralian)にて、この名前がインド国民に対する侮辱であるとしてデモが発生し、ジョージの肖像写真が燃やされた。しかしブッシュ家ではその後も彼女の名前を変えなかった。彼女の名はかつてジョージが共同オーナーを務めた野球チーム、テキサス・レンジャーズのルーベン・シエラ選手の愛称「エル・インディオ」(El Indio)から取られたものである。またその名を選んだのはバーバラであったという。
彼女は大統領一家の一員としてホワイトハウスに暮らしたが、マスコミではジョージの愛犬だった2匹のスコティッシュ・テリア（バーニー、ミス・ビーズリー）の方が注目されていた。しかしホワイトハウスの職員がクリスマスに作成したビデオ『Barneycam』にはしばしば登場し、最初に登場するエピソード『Where in the White House is Miss Beazley』ではウィリー(Willie)と呼ばれていた。
雑誌『Architectural Digest』の2008年3月号にも、ホワイトハウスのイーストシッティングホールにいる彼女の写真が掲載された。
2009年1月4日、ホワイトハウス内で19歳で死去した。ローラの担当広報官であるサリー・マクドノーは、報道向け発表の中でインディアの死に触れ、彼女の死により一家が深い悲しみの中にいると述べた。

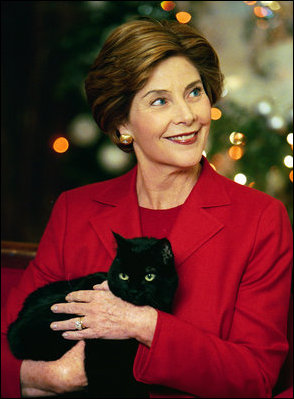
ローラ・ブッシュと共に（2004年）
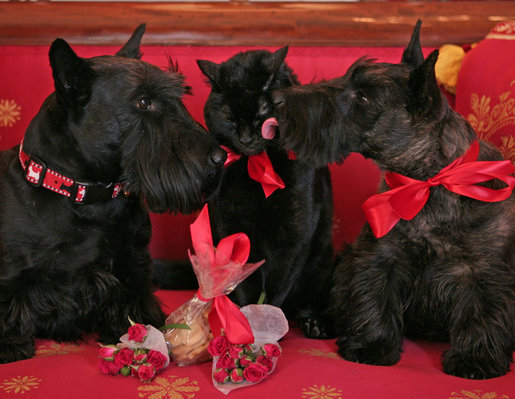
バーニー（左）、ミス・ビーズリー（右）と共に（2007年）
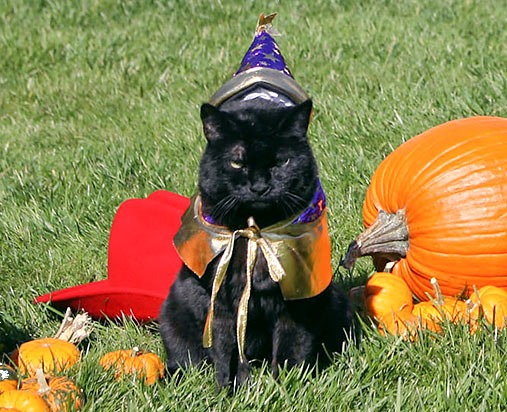
ハロウィンの仮装をさせられたインディア（2007年）
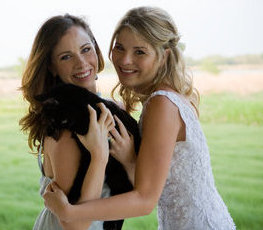
ジェンナとバーバラに抱き上げられるインディア（2008年）